# Phytomia incisa
Phytomia incisa är en tvåvingeart som först beskrevs av Christian Rudolph Wilhelm Wiedemann 1830.  Phytomia incisa ingår i släktet Phytomia och familjen blomflugor. Inga underarter finns listade i Catalogue of Life.